# Volkszählung im Russischen Reich 1897
Die Volkszählung im Russischen Reich 1897 (russisch Пе́рвая всео́бщая пе́репись населе́ния Росси́йской импе́рии 1897 го́да) war die erste und einzige, welche im Russischen Kaiserreich stattfand.

## Erhebung
Stichtag für die Erhebung war der 28. Januarjul. / 9. Februar 1897greg.. Für die zum Russischen Kaiserreich gehörigen Gebiete Großfürstentum Finnland, Emirat Buchara und Khanat Chiwa wurde nur die russische Bevölkerung erfasst.
Es wurden folgende Daten erhoben:
1. Name (Vor-, Zuname und Patronym)
2. Geschlecht
3. Verhältnis zum Haupt der Familie oder des Haushalts
4. Alter
5. Familienstand
6. Stand (сословие, состояние, звание)
7. Geburtsort
8. Ort der Registrierung
9. Üblicher Wohnort
10. Notiz über Abwesenheit oder vorübergehenden Aufenthalt
11. Religionsbekenntnis
12. Muttersprache
13. Kenntnis des Lesens und Schreibens
14. Beruf oder Beschäftigung

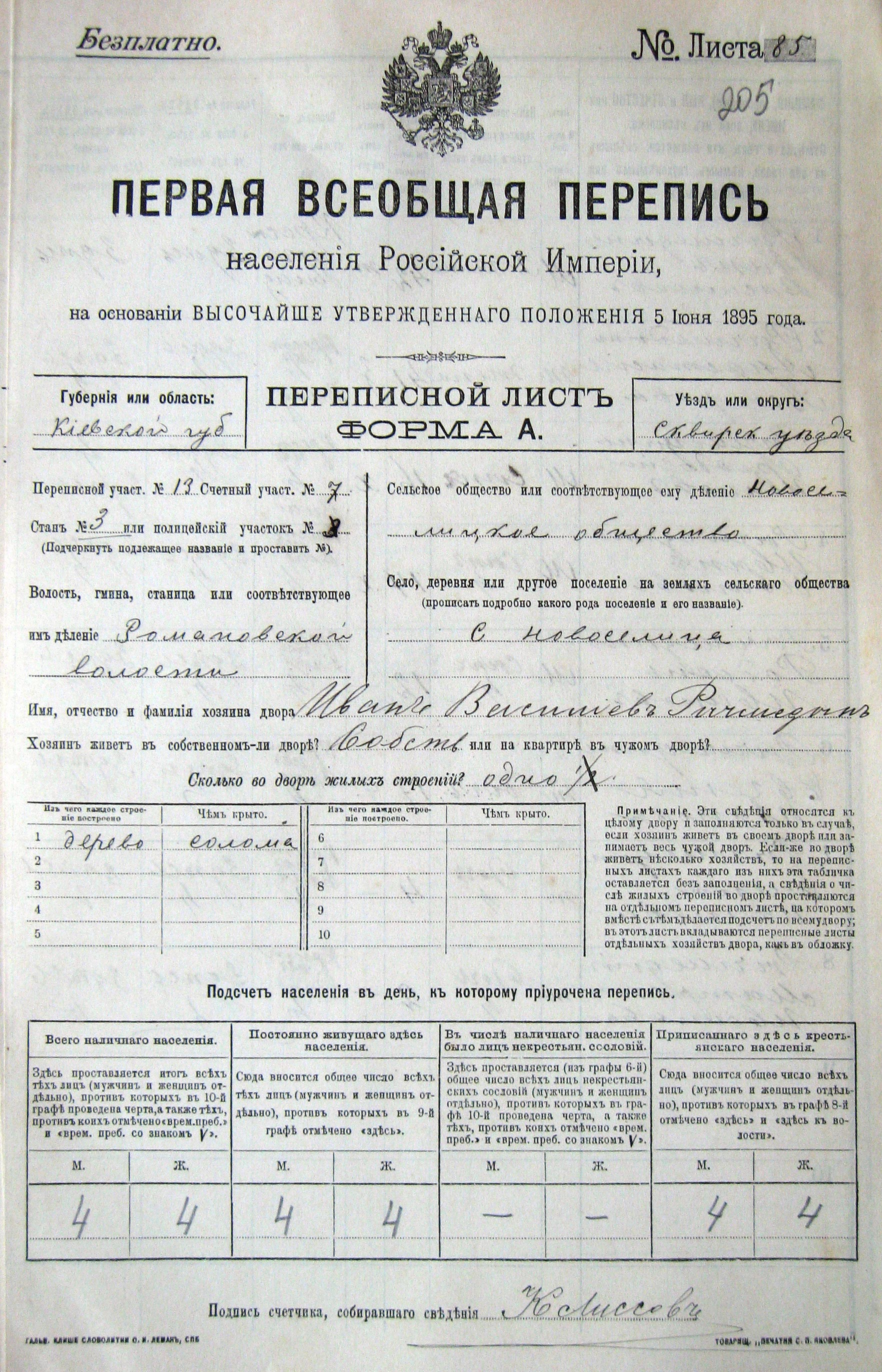
Erste Seite eines Zensusformulars aus dem Gouvernement Kiew.
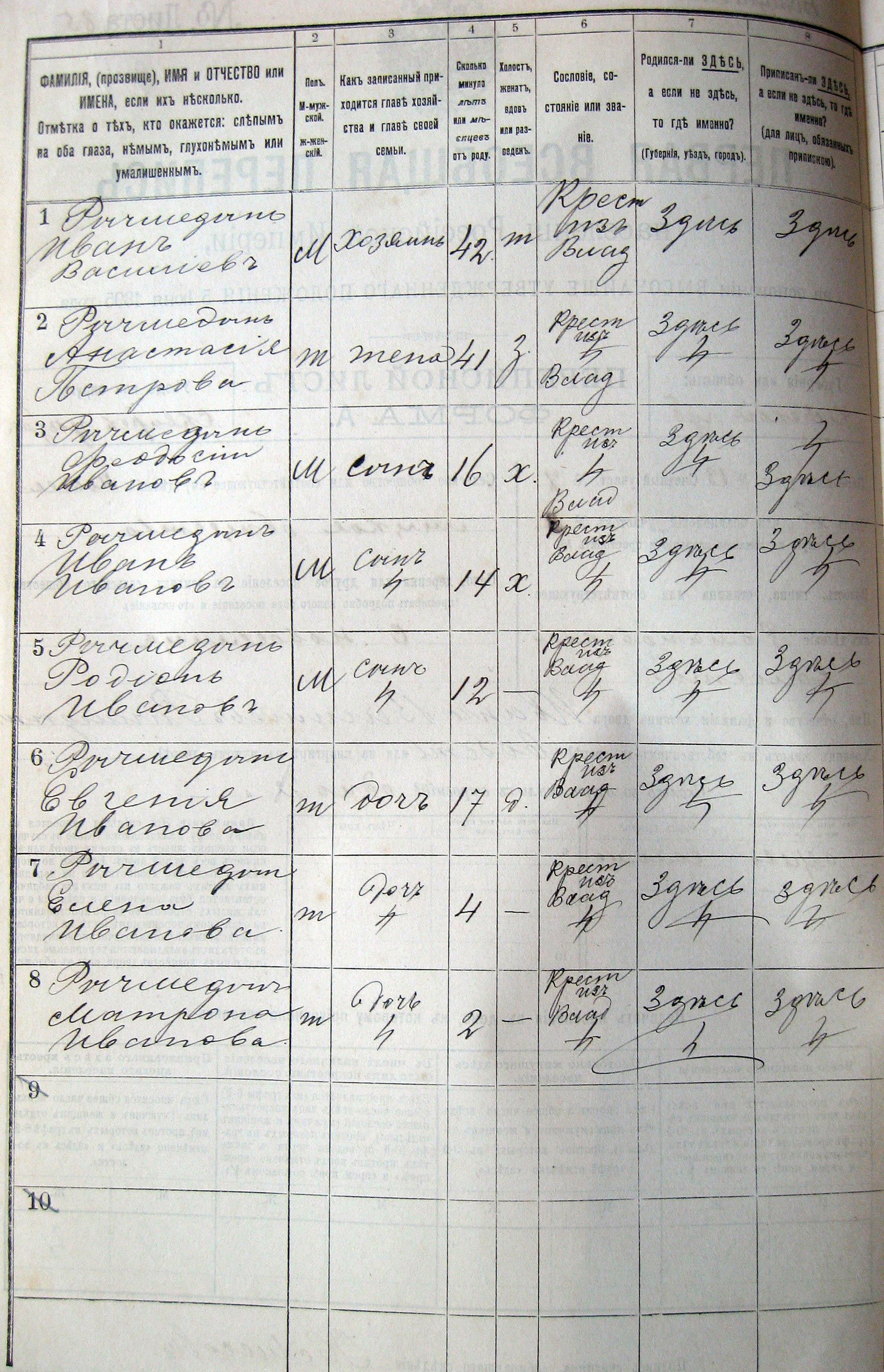
Zweite Seite eines Zensusformulars aus dem Gouvernement Kiew.
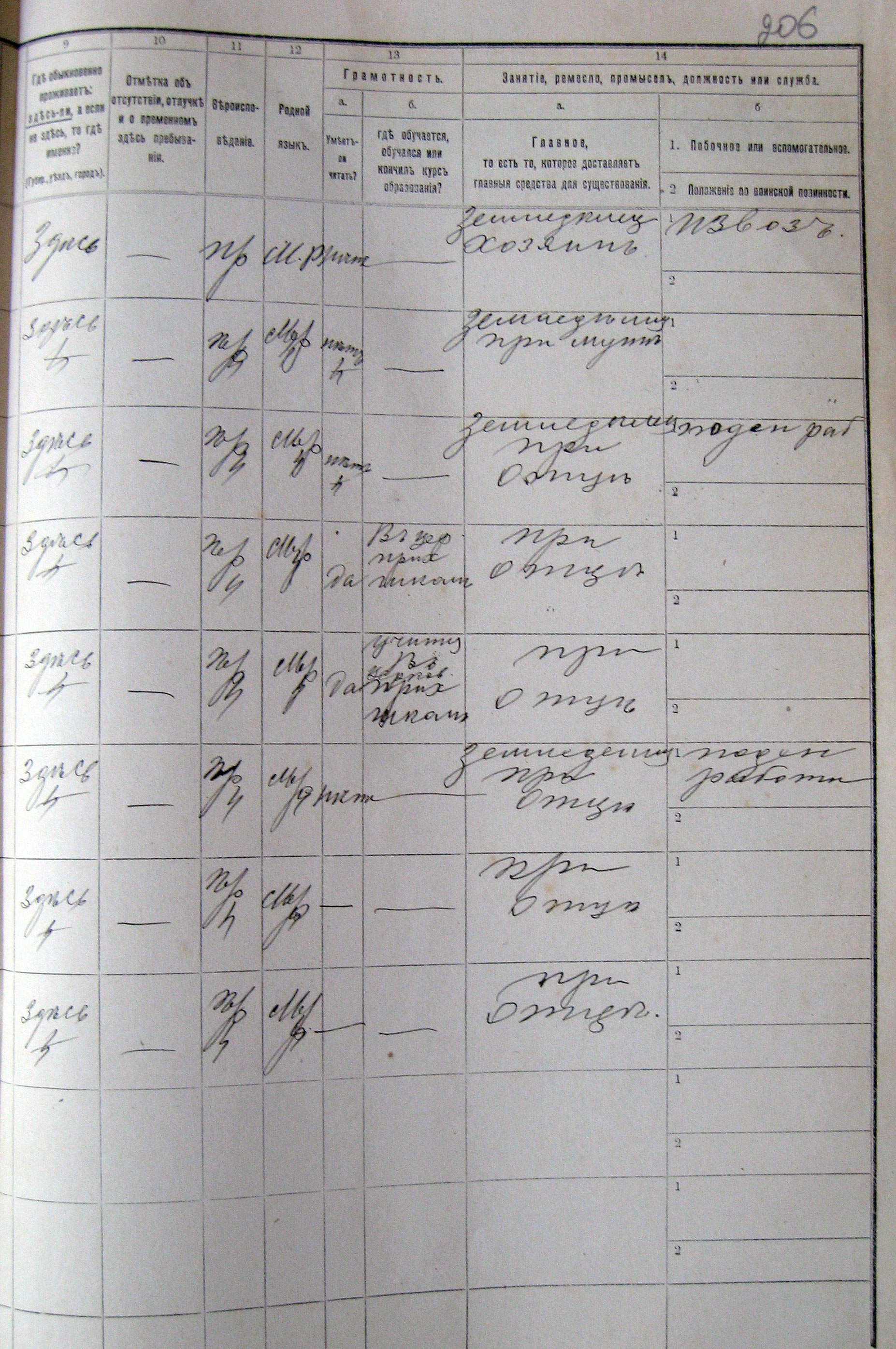
Dritte Seite eines Zensusformulars aus dem Gouvernement Kiew.
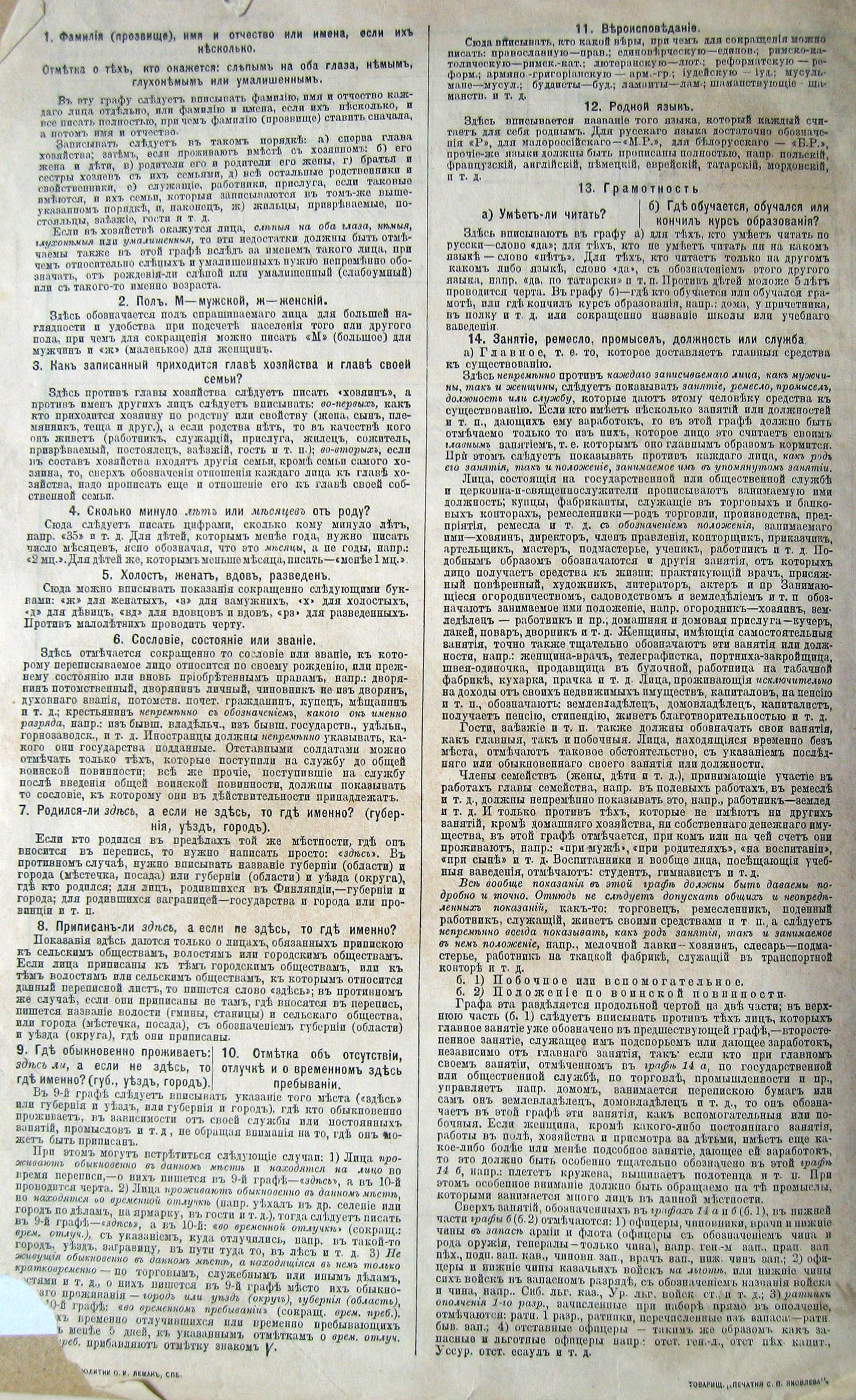
Vierte Seite eines Zensusformulars aus dem Gouvernement Kiew.

## Resultat
Die Resultate wurden zwischen 1898 und 1905 in 89 Bänden (119 Bücher) publiziert. Die Gesamtbevölkerung des Russischen Kaiserreiches betrug 125.640.021 Menschen.

### Sprachen

Sprachen des Russischen Kaiserreichs nach der Volkszählung von 1897

| Rang | Sprache                                            | Sprecher    |
| ---- | -------------------------------------------------- | ----------- |
| 1    | Russisch (als „Großrussisch“)                      | 55.667.469  |
| 2    | Ukrainisch (als „Kleinrussisch“)                   | 22.380.551  |
| 3    | Turk-Tatar Sprachen                                | 13.373.867  |
| 4    | Polnisch                                           | 7.931.307   |
| 5    | Belarussisch                                       | 5.885.547   |
| 6    | Jiddisch                                           | 5.063.156   |
| 7    | Finnische Sprachen                                 | 3.502.147   |
| 8    | Deutsch                                            | 1.790.489   |
| 9    | Lettisch                                           | 1.435.937   |
| 10   | Kartvelisch (Georgisch. Mingrelisch. Svan)         | 1.352.535   |
| 11   | Aukštaitian (als „Litauisch“. ohne „Schemaitisch“) | 1.210.510   |
| 12   | Armenisch                                          | 1.173.096   |
| 13   | Rumänisch und Moldawisch                           | 1.121.669   |
| 14   | Dagestani                                          | 1.091.782   |
|      | Bulgarisch                                         | 172.659     |
|      | Samogitisch                                        | 448.022     |
|      | Griechisch                                         | 186.925     |
|      | Ossetisch                                          | 171.716     |
|      | Tadschikisch                                       | 350.397     |
| Σ    |                                                    | 125.640.021 |